# Lyciasalamandra flavimembris
Espèce
Synonymes
- Mertensiella luschani flavimembris Mutz & Steinfartz, 1995

Statut de conservation UICN

 EN B1ab(iii) : En danger
Lyciasalamandra flavimembris est une espèce d'urodèles de la famille des Salamandridae. 

## Répartition
Cette espèce est endémique de Turquie. Elle se rencontre entre le niveau de la mer et 600 m d'altitude dans la province de Muğla.

## Description
Cette espèce mesure jusqu'à 124 mm.

## Publication originale
- Mutz & Steinfartz, 1995 : Mertensiella luschani flavimembris ssp. n., eine neue Unterart des Lykischen Salamanders aus der Türkei (Caudata: Salamandridae). Salamandra, vol. 31, p. 137-148.